# Stephan Palla
Stephan Palla, né le 15 mai 1989 à Mauerbach en Autriche, est un footballeur international philippin, qui évolue au poste de défenseur. Il possède également la nationalité autrichienne.

## Biographie

### Carrière en club
Avec les clubs de l'Admira Wacker Mödling, du Rapid Vienne et du Wolfsberger AC, Stephan Palla dispute 8 matchs en Ligue Europa.

### Carrière internationale
Stephan Palla compte sept sélections avec l'équipe des Philippines depuis 2015. 
Il est convoqué pour la première fois en équipe des Philippines par le sélectionneur national Thomas Dooley, pour un match des éliminatoires de la Coupe du monde 2018 contre le Bahreïn le 11 juin 2015. Il commence la rencontre comme titulaire, et sort du terrain à la 65e minute de jeu, en étant remplacé par Juan Luis Guirado. Le match se solde par une victoire 2-1 des Philippins.

## Palmarès
- Avec le Rapid Vienne
  - Champion d'Autriche en 2008

- Avec l'Admira Wacker Mödling
  - Champion d'Autriche de D2 en 2011